# Elsfeld

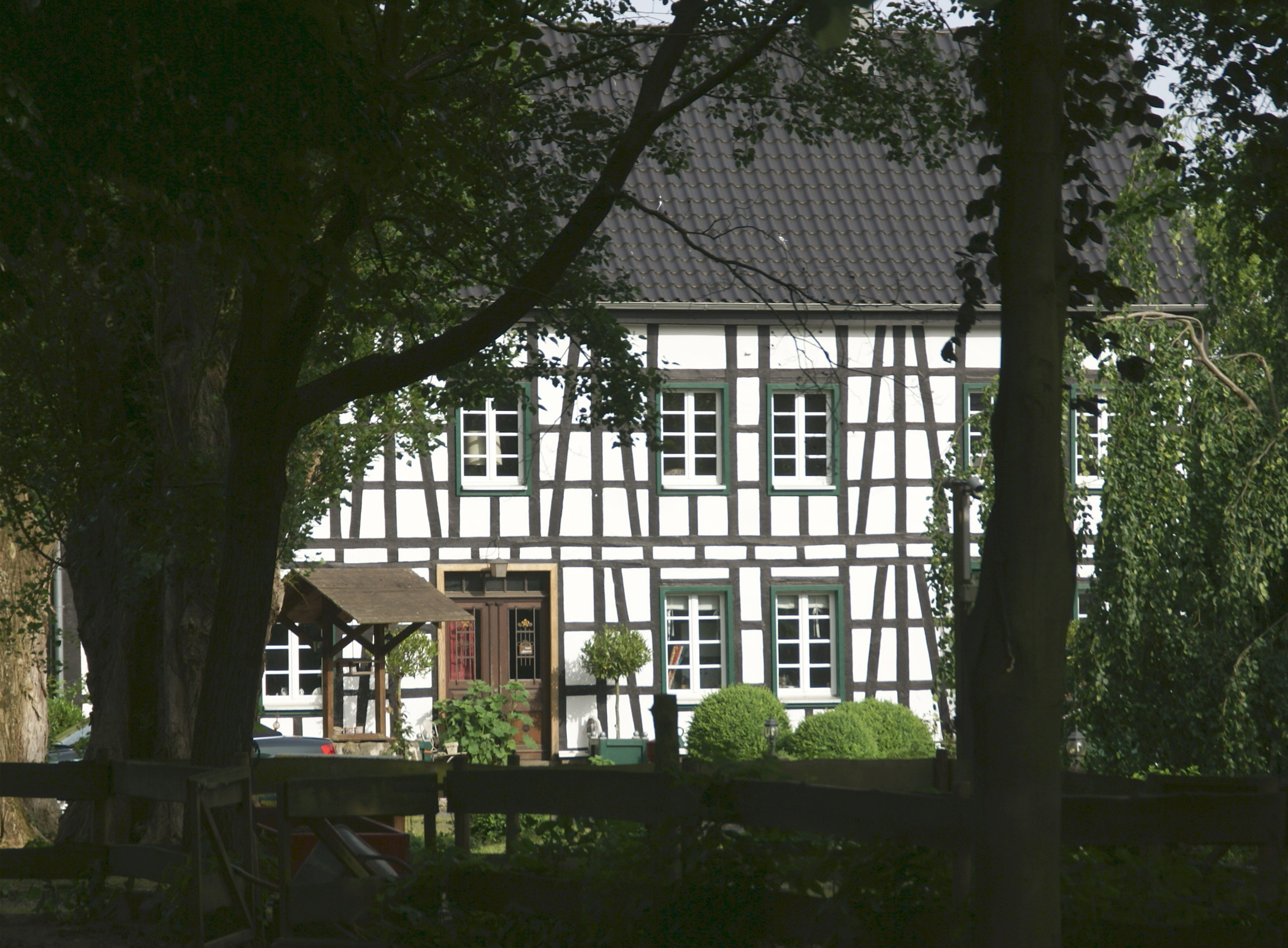
Ehemaliges Gut Elsfeld (2015)

Elsfeld ist ein Gehöft in der Stadt Königswinter im nordrhein-westfälischen Rhein-Sieg-Kreis. Es gehört zum Stadtteil Oberpleis und zur Gemarkung Wahlfeld, am 30. September 2022 zählte es sieben Einwohner.

## Geographie
Elsfeld liegt zwei Kilometer nordwestlich des Ortszentrums von Oberpleis auf dem nördlichen Bergrücken des Hinsbergs auf etwa 145 m ü. NHN. Zu den nächstgelegenen Ortschaften gehören Uthweiler im Nordosten, Jüngsfeld im Osten und Düferoth im Westen.

## Geschichte
Elsfeld geht auf einen Rittersitz zurück, der 1367 erstmals erwähnt wird. Zu ihm gehörte auch eine erstmals um 1520 urkundlich in Erscheinung tretende Mahlmühle zu Freckwinkel. 1600 ging der Rittersitz aus dem Besitz von Wilhelm von Scheid genannt Weschpfennig in den seines Bruders Gotthard über und wurde anschließend neu aufgebaut.
Der Rittersitz gehörte zur Honschaft Wahlfeld, einer von zuletzt fünf Honschaften, aus denen sich das Kirchspiel Oberpleis im bergischen Amt Blankenberg zusammensetzte. Nach Auflösung des Herzogtums Berg im Jahre 1806 war Elsfeld Teil der Kataster- bzw. Steuergemeinde Wahlfeld im Verwaltungsbezirk der Bürgermeisterei Oberpleis und wurde 1845/46 mit Wahlfeld in die neu gebildete Gemeinde Oberpleis eingegliedert. Im Rahmen von Volkszählungen in der ersten Hälfte des 19. Jahrhunderts war Elsfeld noch als Elzfeld bzw. Elzfelderhof verzeichnet.
Mitte des 19. Jahrhunderts entstand das Haus Elsfeld. Die landwirtschaftliche Nutzung des Guts endete 1962. Die Hofanlage mit einem zweigeschossigen Fachwerkständerhaus steht als Baudenkmal unter Denkmalschutz. Die Eintragung in die Denkmalliste der Stadt Königswinter erfolgte am 23. Oktober 1985.
Einwohnerentwicklung
| Jahr | Einwohner |
| ---- | --------- |
| 1816 | 16        |
| 1828 | 16        |
| 1843 | 16        |
| 1885 | 9         |